# Corydoras araguaiaensis
Corydoras araguaiaensis (Sands, 1990) es una especie de pez de la familia Callichthyidae en el orden de los Siluriformes.

## Morfología
El patrón de color se presenta en barras negras transversales visibles y más gruesas en la aleta caudal. Los machos pueden llegar alcanzar los 3,5 cm de longitud total.

## Distribución geográfica
Se encuentran en Sudamérica: río Araguaia (Brasil).